# آدم سميث (لاعب هوكي جليد)
آدم سميث هو لاعب هوكي جليد كندي، ولد في 24 مايو 1976 في ديغبي، نوفا سكوتيا ‏ في كندا.

## وصلات خارجية
- آدم سميث على موقع دوري الهوكي الوطني (الإنجليزية)
- آدم سميث على موقع EliteProspects.com (الإنجليزية)
- آدم سميث على موقع HockeyDB.com (الإنجليزية)